# أولاد عبد الصادق (أولاد سيدي يحيى بن ايعيش)
أولاد عبد الصادق هو دُوَّار يقع بجماعة سيدي أحمد الخدير، إقليم سطات، جهة الدار البيضاء سطات في المملكة المغربية. ينتمي الدوّار لمشيخة أولاد سيدي يحيى بن ايعيش التي تضم 7 دواوير. يقدر عدد سكانه بـ 508 نسمة حسب الإحصاء الرسمي للسكان والسكنى لسنة 2004.

## روابط خارجية
- البوابة الوطنية للجماعات الترابية
- المندوبية السامية للتخطيط